# Саур (пёс)
Саур (норв. Saurr) — пёс, легендарный конунг Тронхейма, назначенный Эйстейном Жестоким (швед. Östen Illråde), полулегендарным конунгом Швеции (конец VIII века). Саур является одним из персонажей распространённого в различных культурных традициях сюжета о собаках-правителях, который исследователи объясняют мифологическим характером подобных историй.

## История

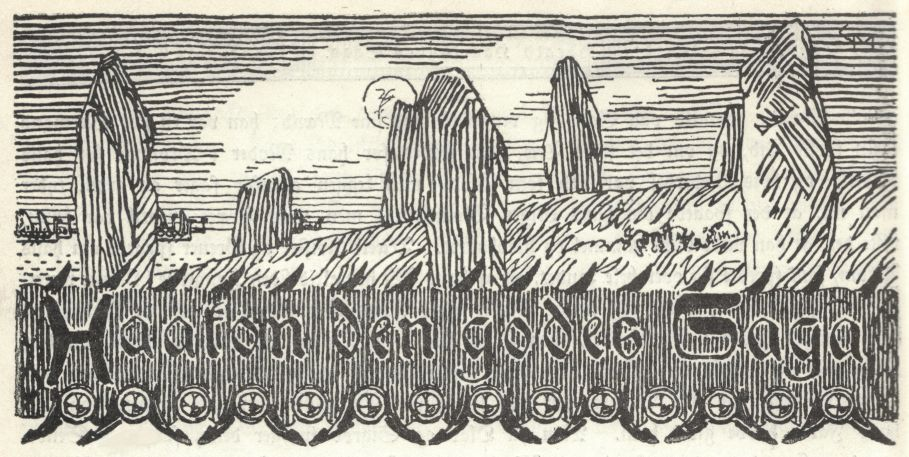
Герхард Мюнте. Иллюстрация к «Саге о Хаконе Добром»

О назначении пса по кличке Саур (Saurr, Sorr) конунгом Тронхейма (Трандхейм) рассказывает Снорри Стурлусон в «Саге о Хаконе Добром» (исл. Hákonar saga góða), входящей в сборник королевских саг «Круг земной» (Heimskringla). Согласно его сообщению Эйстейн, конунг Упплёнда, «которого одни называют Могущественным, а другие Злым», завоевал Трандхейм и возвёл на его престол своего сына. Однако норвежцы взбунтовались и убили иноземного ставленника. В ответ Эйстейн второй раз вторгся в Трандхейм и, желая продемонстрировать норвежцам свою власть, поставил перед ними ультиматум: «взять в конунги его раба, которого звали Торир Гривастый, или пса, которого звали Саур». Тронхеймцы остановили свой выбор на собаке, так как полагали, что «тогда они скорее сохранят свободу». О «правлении» Саура Стурлусон сообщает следующее: 
В пса они вложили колдовством ум трёх людей, и он лаял два слова, а третье говорил. Ему был сделан ошейник и поводок из серебра и золота. А когда было грязно, его свита несла его на плечах. Ему был сделан престол, и он сидел на кургане, как конунг. Он жил в Эйин Идри, а его обычное местопребывание называлось Саурсхауг. Рассказывают, что смерть ему пришла от того, что волки напали на его стадо, и свита понуждала его защитить свой скот, он и сошёл с кургана и бросился на волков, а они сразу же растерзали его.
По мнению исследователей Саур является одним из персонажей распространённого в различных культурах сюжета о собаках-правителях, известного со времён Плиния, Плутарха и Элиана. Существует несколько источников, связывающих такую легендарную традицию со Скандинавией. В частности, схожую историю сообщает датский хронист Саксон Грамматик в «Деяниях данов» (кн. VII, гл. 240). По его сведениям, вождь свевов Гуннар вторгся в Норвегию и в битве победил их короля Регнальда. Желая унизить норвежцев завоеватель назначил их правителем своего пса. Он также позаботился о должном почитании своего ставленника в качестве монарха, назначил ему в помощь «сатрапов» и дружину из числа военной знати: 
Сверх того он постановил, что если кто-то из придворных посчитает слишком позорным для себя быть покорным этому своему господину и попытается уклониться от того, чтобы всюду сопровождать его со знаками самой полной преданности, куда бы тот ни побежал, то в наказание он заплатит за это отсечением своих конечностей.
В «Хронике Лейре» (Chronicon Lethrense) рассказывается, что король Швеции Адисль назначил над данами правителем «щенка лающего по кличке Раки» (Rakke — «собака»). Он погиб во время собачьей драки возле трона, на котором восседал, пытаясь прекратить её. Хорватский богослов Юрий Крижанич описывал обычай выбора собаки правителем, якобы имевший место ранее среди немцев. В их стране долго не могли выбрать Царя и избиратели (electores) решили, что им станет тот кто первый войдет к ним. Им стал ловчий пёс, и они его короновали царем (et illi hune coronarunt regem): «Коронуем его, будет восседать на своём месте, а мы будем править». Пёс правил более года, после чего погиб, а город сгорел от последствий распрей. 
Американский фольклорист Александр Хаггерти Крапп (Alexander Haggerty Krappe) в своей работе, посвящённой собакам-правителям писал, что данная традиция основывается на мифологическом, культовом характере подобных историй. 